# پرواز به فرانسه
پرواز به فرانسه (فرانسوی: Le Chemin de France‎) یک رمان علمی–تخیلی فرانسوی اثر ژول ورن می‌باشد که در سال ۱۸۸۷ منتشر شد. داستان تخیلی این کتاب در مورد یک کاپیتان ارتش فرانسه به نام ناتالی دلپیر است که یک سال پیش از جنگ‌های انقلاب فرانسه در سال ۱۷۹۲ می‌باشد. فرانسه در گیر جنگ با پروس می‌شود و دلپیر تصمیم می‌گیرد به آنجا برود تا خواهرش که خدمتکار خانواده کلر هست را به فرانسه بیاورد. دراین بین نیروهای پروس او و پسر خانوادهٔ کلر که فراری از جنگ هست را دستگیر می‌کنند تا اعدام کنند …